# Xyletobius lasiodes
Xyletobius lasiodes är en skalbaggsart som beskrevs av Perkins 1910. Xyletobius lasiodes ingår i släktet Xyletobius och familjen trägnagare. Inga underarter finns listade i Catalogue of Life.